# Музей історії Донецького національного технічного університету
Музе́й істо́рії Доне́цького націона́льного техні́чного униіверсите́ту — музей, заснований 1970 року в Донецьку.

## Історія
Музей створено 1970 року на честь 50-річчя Донецького політехнічного інституту. Спочатку розташовувався в його другому навчальному корпусі.

## Експозиція
В експозиції музею розповідається про історію університету в наступні періоди:
- з 1921 року по 1926 рік про Донецький гірничий технікум;
- з 1926 року по 1935 рік про Донецький гірничий інститут;
- з 1935 року по 1960 рік про Донецький індустріальний інститут;
- з 1993 року по 2001 рік про Донецький державний технічний університет;
- з 2001 року про Донецький національний технічний університет.

Автор стендів Є. Колміков.
Музей пишається експозицією «Звільнення Донецька 8 вересня 1943 року».
На всіх стендах експозиція ділиться на 2 частини: історична, де описуються основні події відповідного періоду, і структурна, де описуються факультети і їхні головні особистості.
Музей проводить: виставки, зустрічі з ветеранами, поетичні вечори, зустрічі випускників